# New Hampshire Roller Derby
Le New Hampshire Roller Derby (NHRD) est la première « ligue » (club sportif) de roller derby féminin dans le New Hampshire. Le club est domicilié à Nashua. Le NHRD est membre de la Women's Flat Track Derby Association (Région Est)  et est en concurrence contre des équipes du Nord-Est américain.

## Historique
Le club fut créé en juillet 2007 sous l'appellation Skate Free or Die Rollergirls, dans le sud du New Hampshire, mais maintenant exploitée sous le nom de New Hampshire Roller Derby.
Durant l'été 2008, l'équipe all-star Skate Free or Die! fait son premier match en juillet, face à l'équipe des Killah Bees du club Providence Roller Derby ont organisé leur premier tournoi en août, et ont vu leur premier combat, contre l'équipe Calamity Janes du club Maine Roller Derby en septembre. Le club a joué sa première saison pleine en 2009.
Le 1er septembre 2009, le NHRD a été accepté dans le programme d'apprentissage de la WFTDA lors du premier tour des intronisés. Le club a obtenu le statut de membre à part entière de la WFTDA en catégorie B le 17 juin 2010.

## Organisation
Le club est composé de plusieurs équipes dont une équipe all-star qui concourt en match interclubs avec d'autres clubs des environs. Le club est régi par le 501c3 (association à but non lucratif). Tous les profits après le paiement des coûts d'exploitation tels que le lieu des frais de location sont donnés à la charité.

### Équipes
Le New Hampshire Roller Derby a connu une croissance de plus de 50 membres et s'est subdivisé en plusieurs équipes au sein du club au début de la saison 2010.

#### Skate Free or Die! All-Stars
Membres de l'équipe

Le Skate Free or Die! équipe All-Stars (SFOD) a été la seule équipe du NHRD pour les deux premières années et demi d'existence du club. Le SFOD est l'équipe de niveau A du club, elle est réservée pour les match interclubs de la WFTDA, et figure au classement national. Évoluant dans la région Est, l'équipe joue ses saisons régulières face aux équipes du Nord-Est des États-Unis et au Sud-Est du Canada du Delaware à Montréal. Les couleurs de l'équipe sont le rose et le noir et leur mascotte est Grim Skater.

#### Queen City Cherry Bombs
Membres de l'équipe

Formés au début de 2010, les Queen City Cherry Bombs (QCCB) sont l'équipe de match interclubs de niveau B du NHRD qui est en concours à travers la Nouvelle-Angleterre. Les couleurs de l'équipe sont le rouge et le noir et leur mascotte est Queen Victorious.

#### Seabrook Meltdowns
Membres de l'équipe

Les Seabrook Meltdowns ont été formés au début de 2010 comme l'un des deux exemplaires originaux d'équipes d'accueil (équipe à domicile) pour le NHRD. Ils jouent à domicile et en match d'exhibition intraclub contre l'équipe de la ligue à domicile, les Granite Skate Troopers. Les couleurs de l'équipe sont le vert clair et le noir, leur mascotte est Atomic Betty.

#### Granite Skate Troopers
Membres de l'équipe

Comme les Seabrook Meltdowns, les Granite Skate Troopers sont l'une des deux équipes à domocile du NHRD  évoluant dans un championnat intraclub. Ils jouent contre les Seabrook Meltdowns à domicile et dans des matchs d'exhibition. Les couleurs de l'équipe sont le vert militaire et le noir, leur mascotte est Officer Haughty McNaughty.

## Historique des compétitions

### 2009
Record de la saison : 5-3
| Équipe du NHRD              | Adversaire                                 |
| --------------------------- | ------------------------------------------ |
| Skate Free or Die (78)      | à Albany (144)                             |
| chez Skate Free or Die (86) | Providence Killah Bees (75)                |
| Skate Free or Die (51)      | chez les Montreal Sexpos (13)              |
| chez Skate Free or Die (93) | Central New York Utica Clubbers (30)       |
| Skate Free or Die (50)      | chez Providence Killah Bees (150)          |
| chez Skate Free or Die (93) | Garden State Brick City Bruisers (53)      |
| Skate Free or Die (64)      | chez Wilmington City (173)                 |
| Skate Free or Die (149)     | chez Garden State Brick City Bruisers (47) |

### 2010
Record de la saison :

Skate Free or Die! : 4-2

Queen City Cherry Bombs : 3-2
| Équipe du NHRD                        | Adversaire                                                      |
| ------------------------------------- | --------------------------------------------------------------- |
| Skate Free or Die (79)                | chez Green Mountain Derby Dames' Grade A Fancy (72)             |
| chez le Skate Free or Die (33)        | Garden State Rollergirls' Ironbound Maidens (117)               |
| chez les Queen City Cherry Bombs (17) | Central Mass Roller Derby's Petticoat Punishers (40)            |
| Skate Free or Die (80)                | chez Central New York Roller Derby's Utica Clubbers (56)        |
| chez Skate Free or Die (46)           | Western Mass Destruction des Pioneer Valley Roller Derby (134)  |
| chez les Queen City Cherry Bombs (56) | Roc City Roller Derby's 5H85s (59)                              |
| Queen City Cherry Bombs (63)          | chez les Yankee Brutals des Connecticut Roller Girls (53)       |
| Queen City Cherry Bombs (133)         | chez les Black Ice Brawlers des Green Mountain Derby Dames (61) |
| Skate Free or Die (158)               | chez les Green Mountain Derby Dames' Grade A Fancy (70)         |
| chez les Queen City Cherry Bombs (95) | Elm City Derby Damez (17)                                       |
| chez le Skate Free or Die (158)       | Hissy Fits du Lehigh Valley Roller Derby (120)                  |